# Insulele de Aur
Insulele de Aur (în limba franceză îles d'Or), astfel numite din cauza sclipirii rocilor de micașist la soare, sunt un arhipelag de cinci insule din Marea Mediterană, pe Coasta de Azur (côte d'Azur), care aparțin municipiului Hyères din departamentul Var, regiunea Provenței (Provence Alpes Côte d'Azur), în Franța. Din acest motiv li se mai spune și Insulele de la Hyères (îles d'Hyères).

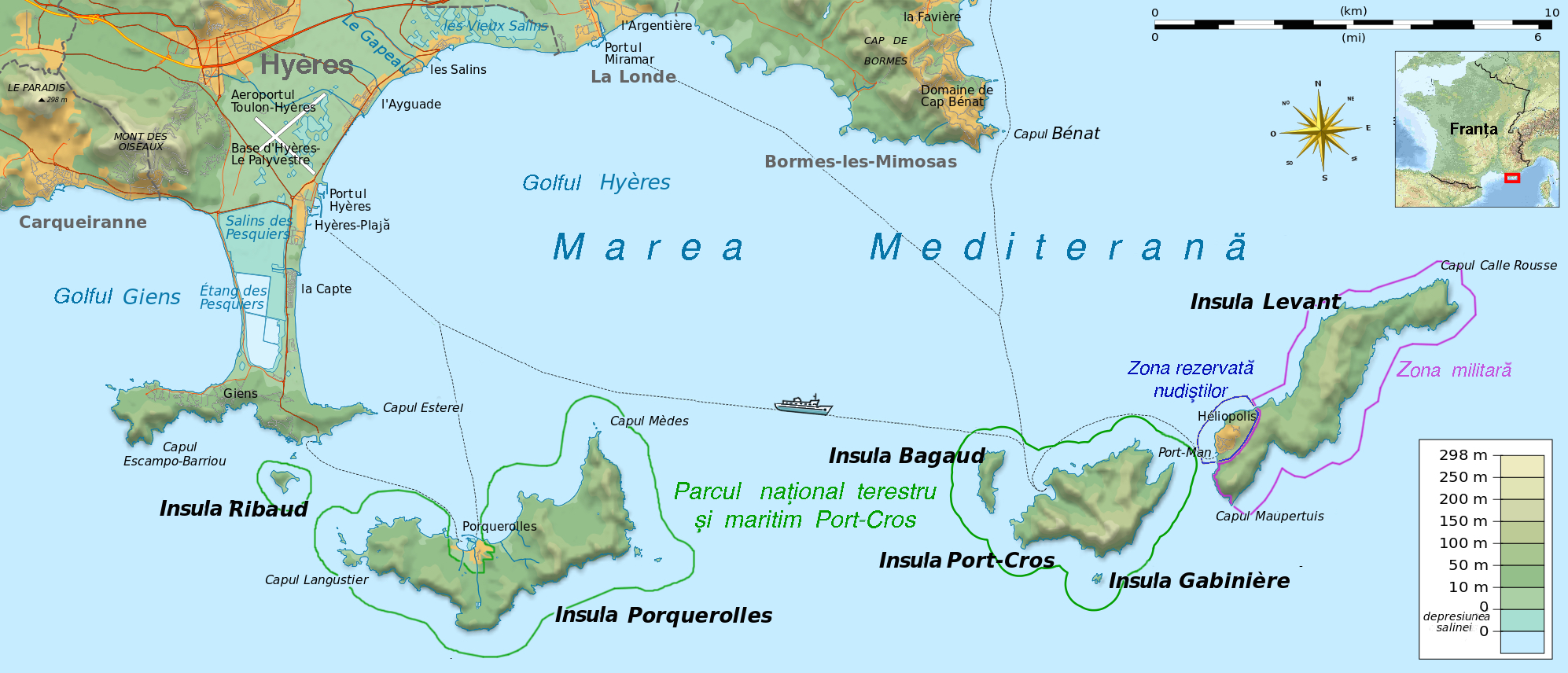
Harta Insulelor de Aur.

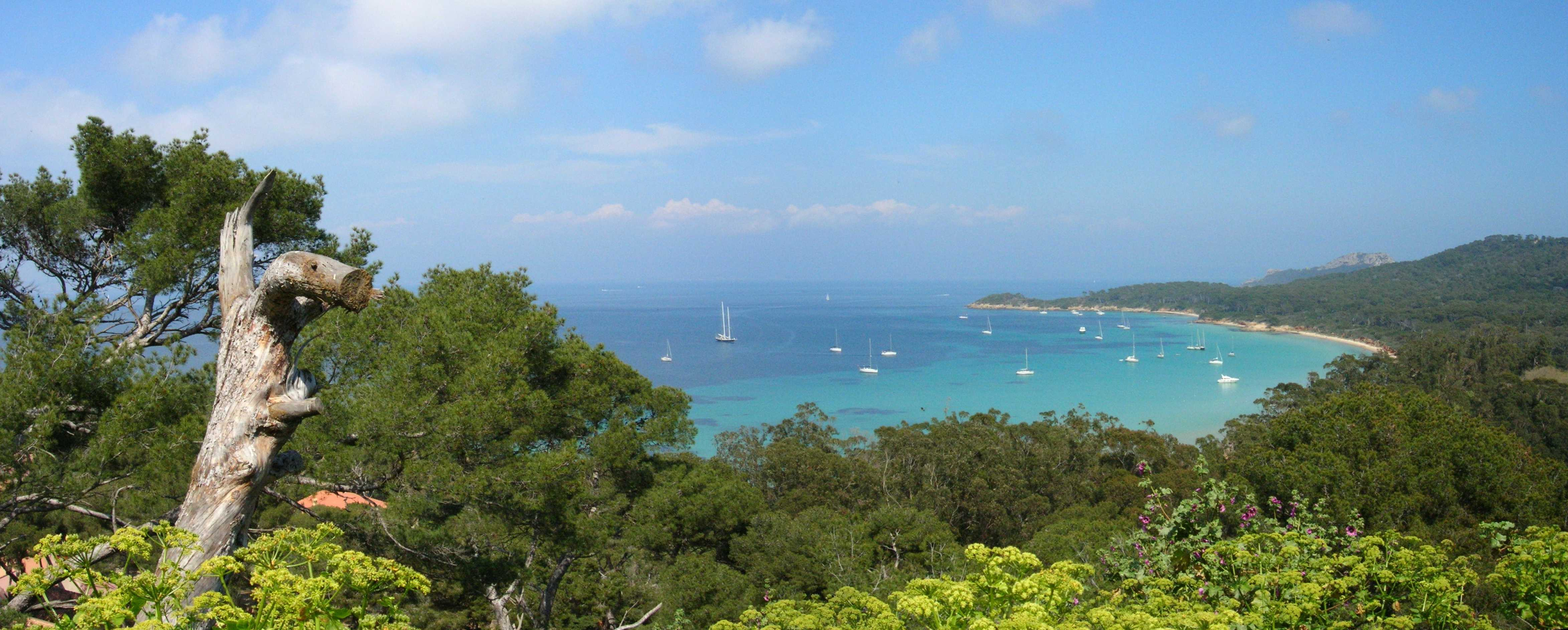
Vedere din insula Porquerolles.

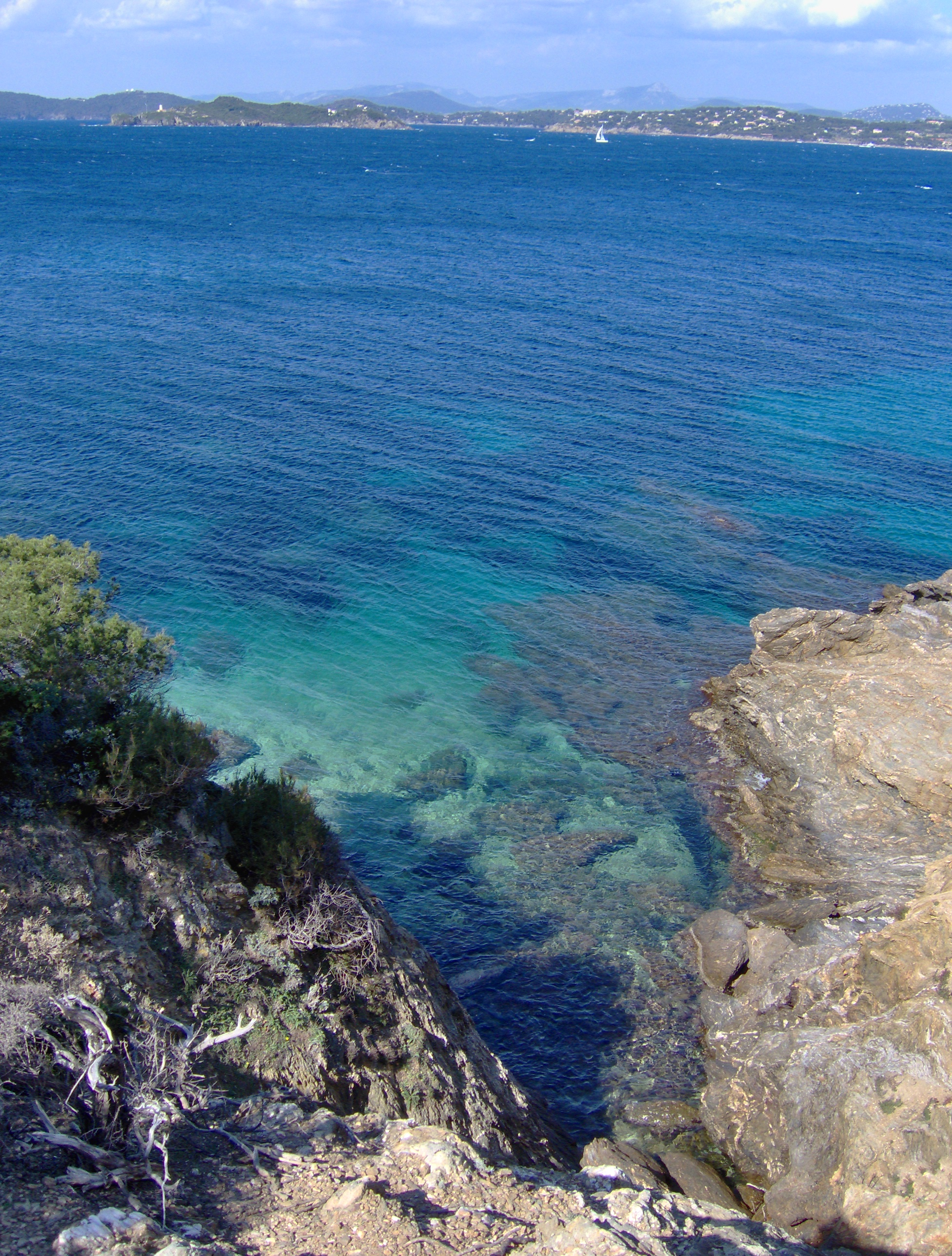
Țărmul insulei Porquerolles, cu vedere spre continent.

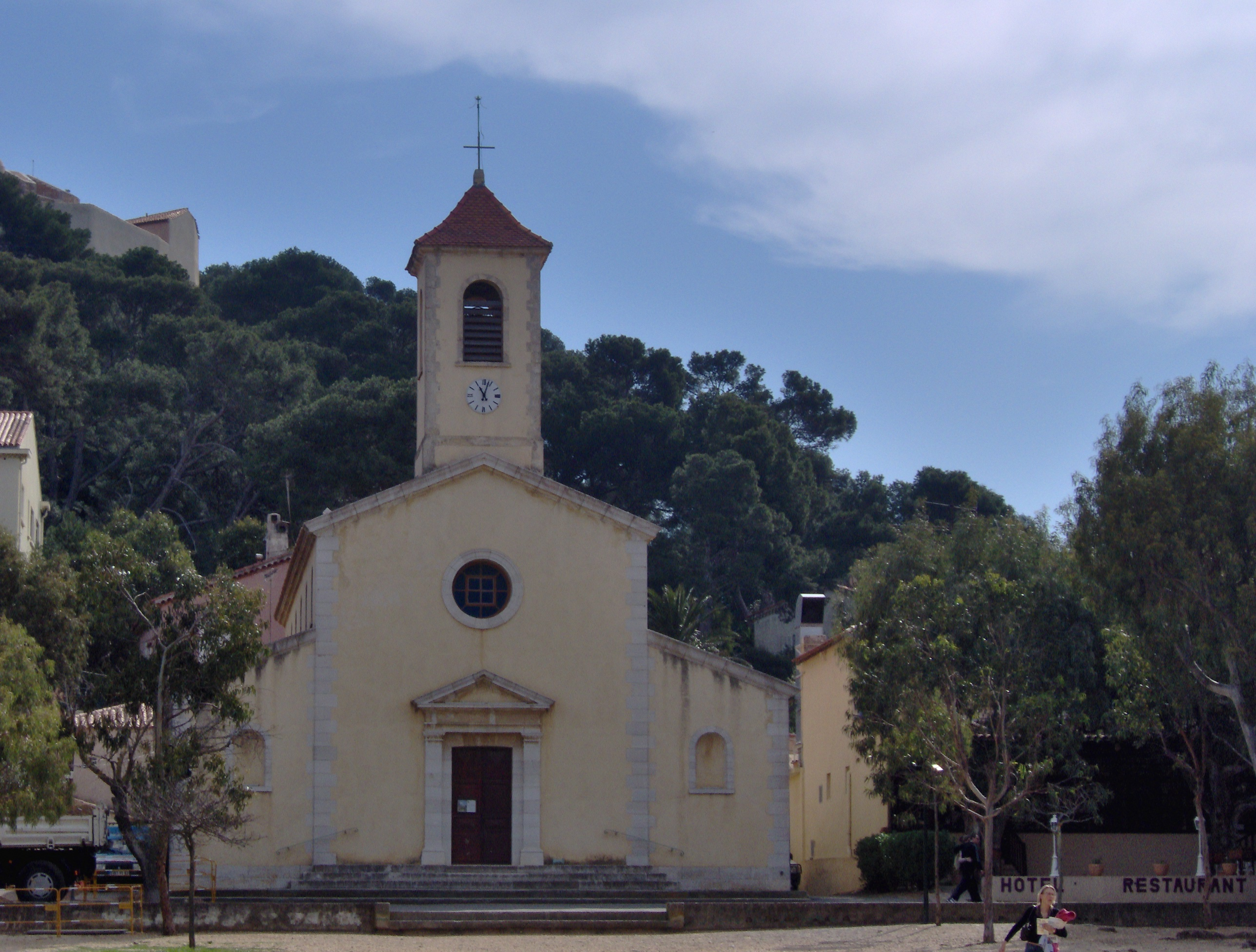
Biserica din Porquerolles.

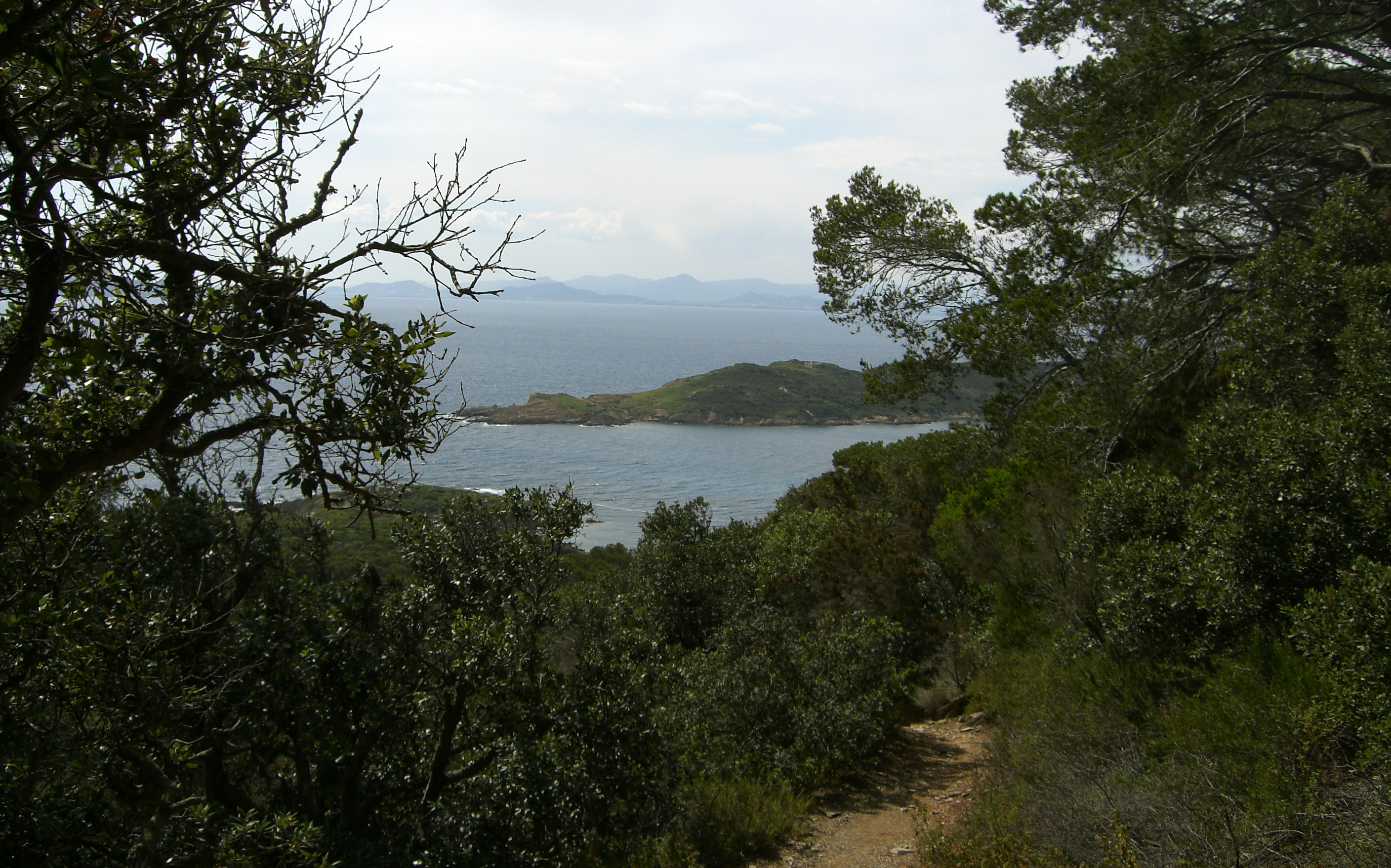
Insula Port-Cros.

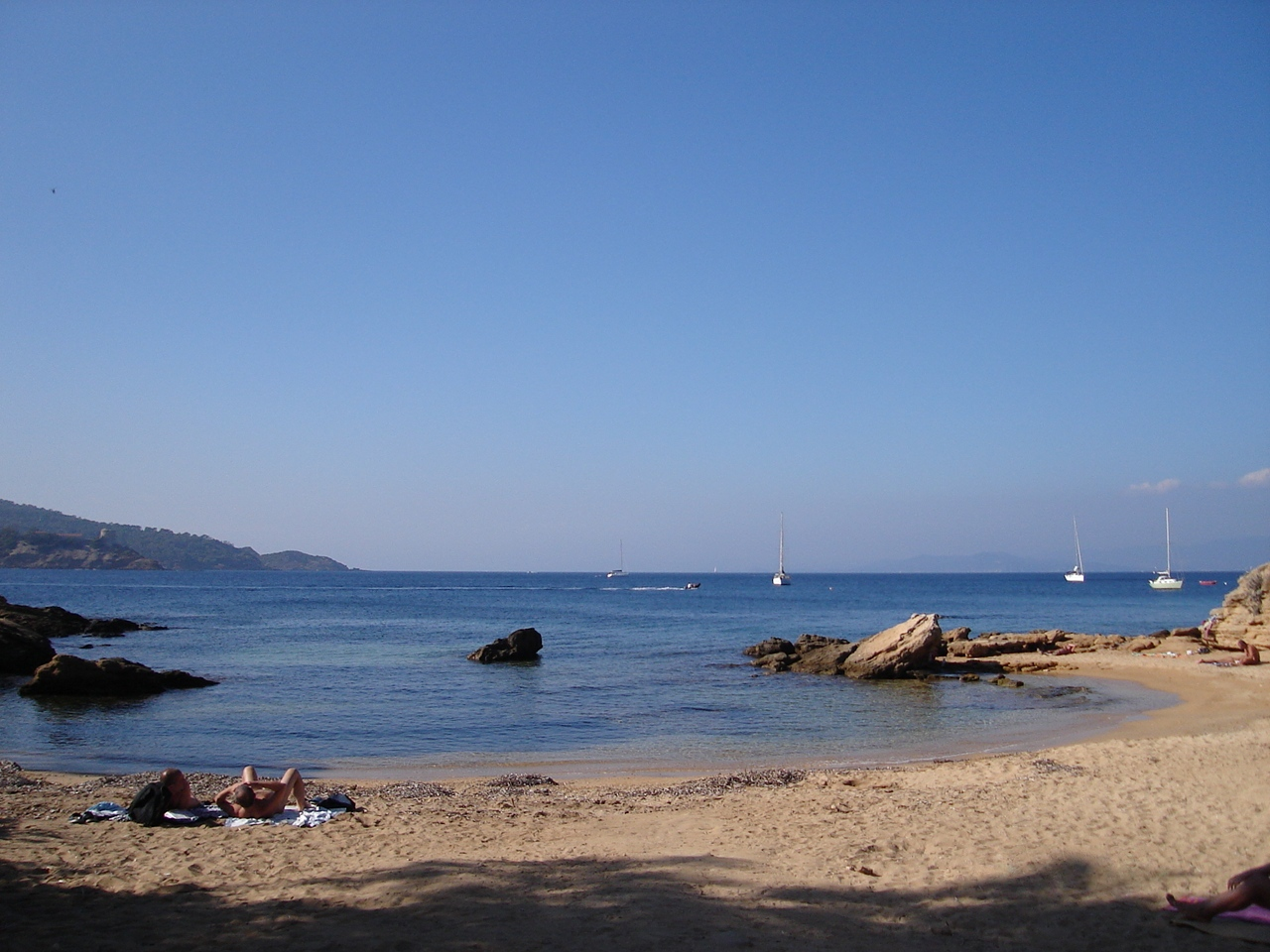
Insula Levant.

## Geografie
Latitudine și longitudine		42° 59′ 53″ N, 6° 19′ 23″ E
   
Suprafața arhipelagului			28,99 km²

Principalele insule (Vest --> Est)	Porquerolles, Port-Cros, Bagaud și Levant

Vârful cel mai înalt			La Vigie, Port-Cros, 199 m.
Arhipelagul cuprinde :

• Insula Porquerolles (numită în antichitate Proti : în limba greacă "Prima", venind dinspre Massalia) este cea mai la apus, nu departe de peninsula Giens. Este de asemenea cea mai mare și populată dintre Insulele de Aur, având mai multe pâraie. Acestea curg iarna : vara insula este aprovizionată cu apă adusă de un vapor-cisternă de pe continent. Suprafața insulei este de 12,54 km2, lungimea de 7,5 km și lățimea de 3 km. Are 30 km de litoral iar dealul cel mai înalt, în vârful căruia se ridică un far, are o altitudine de 142 m.

• Denumirea insulei Port-Cros (numită în antichitate Mesi : în limba greacă "Mijlocia") înseamnă "port scobit" în limba provensală. Este cea mai înaltă (199 m la vârful La Vigie) și mai muntoasă dintre insule. Are o suprafață de 7 km2, 4,5 km lungime și 2 km lățime. Este înconjurată de insulițele Gabinière, Rascas și Bagaud (Bagueau pe harta lui Cassini). Un pârâu numit Vallon de la Solitude o parcurge.

• Insula Bagaud (numită în antichitate Micri : în greacă "Mica") are 45 ha.

Cele trei insule Porquerolles, Bagaud și Port-Cros aparțin Rezervației naturale terestră și maritimă Port-Cros, cu excepția satului Porquerolles.
 
• Insula Levant (adică "de la răsărit", numită în antichitate Hypea : "Ultima") are 900 ha, cu o lungime de 8 km și o lățime de 1 km. Ea nu aparține Rezervației și este împărțită între satul de naturiști Heliopolis (20%) și Marina militară franceză (80%). Totuși, din 1993, există și pe insula Levant o mică Rezervație naturală numită Domaine des Arbousiers, unde au fost reintroduse țestoasele Testudo hermanni.

## Mediu
Insulele de Aur sunt o parte geologică șistoasă din ansamblul Tirenidei, o insulă care până acum 35 de milioane de ani (Miocen) era scăldată de apele oceanului Tetizian (Tethys ocean sau Océan Téthysien) și care, în decursul orogenezei Alpine care a colmatat parțial acest ocean, a fost fărâmițată în mai multe fragmente printre care acest arhipelag, Corsica, Sardinia, dar și Munții Maurilor (Massif des Maures) și Estérel din Provența. În ultima perioadă glaciară, actualele insule erau doar niște dealuri deoarece nivelul Mediteranei era cu 180 m mai jos; la topire, acum 12.000 de ani, nivelul mării s-a urcat din nou și le-a înconjurat cu ape.
Geologia, flora și fauna insulelor, precum și a mării dimprejur, sunt foarte variate și specifice, astfel că în 1963 a fost întemeiată, întâi doar pe insula Port-Cros, Rezervația naturală integrală (Parc Național) care astăzi cuprinde de asemenea insulele Bagaud și Porquerolles unde funcționează și Conservatorul Botanic Național. Parcul are o suprafață terestră de 1850 ha și marină de 3700 ha, lărgimea apelor sale din jurul insulelor fiind de 650 m.

## Istorie
Sursa
Insulele de Aur erau numite Stoehade în Antichitate (adică "în rând" în grecește), fiind escale pe ruta maritimă dinspre Grecia și Italia către Marsilia și Galia. Plinius le descrie cu amănuntul. Proti: Prima în greacă (Porquerolles), Mesi : Mediana în greacă (Port-Cros) și Hypea: Ultima în greacă (Levant), au devenit, în secolele care au urmat prăbușirea Imperiului roman, adăposturi (precare, din lipsa frecventă de apă potabilă, mai ales vara) pentru pirați, sclavi fugari sau sihaștri. Au fost de asemenea escale pentru războinicii arabi între anii 1198 și 1505, în campaniile acestora împotriva regatelor catolice de pe continent (Provența, apoi Franța). Dar Arabii (veniți din Tunisia și Algeria) s-au și stabilit în regiune, uneori decenii la rând, lăsând toponime ca Munții Maurilor, Darboussèdes (de la Duar el buseida : "tabăra călăreților") sau Almanarre (de la Al manar : "farul").
În sec. XIII, insulele, recucerite de catolici, devin o dependență a mânăstirii cisterciene din arhipelagul Lérins, situat mai la răsărit, în largului orașului Cannae. În 1304, Carlo II, conte al Provenței și rege al Siciliei, îi arendează arhipelagul unui marinar din Toulon, Peire Mègre, care taie aici copaci pentru lemn de construcții navale și pentru plută. În 1471, insulele îi aparțin lui Palamède de Forbin, paharnic al regelui Renat al Provenței. En 1522 cavalerii ordinului Sf.-Ioan din Ierusalim, alungați din insula Rodos împreună cu marele lor maistru Villiers de l'Isle-Adam de către sultanul otoman Suleiman, primesc de la regele Franței Francisc întâiul (François Ier) arhipelagul Insulelor de Aur, dar împăratul german și rege al Spaniei, Carol Quintul, le oferă un domeniu mai interesant, anume insulele Maltei. De atunci, ordinul poartă denumirea de Ordinul cavalerilor de Malta. În timpul alianței dintre Franța și Imperiul Otoman, ele devin adăpostul principal al marinei turcești în zonă. Regele Francisc întâiul le confirmă insulelor statutul de refugiu, administrat de către călugări, dar păzit de ostași care îi împiedică cei ajunși aici să mai plece vreodată. Insulele sunt arendate conților provensali din Carcès, care cultivă aici măslini, cu ajutorul refugiaților. Cu timpul, autoritatea atât civilă cât și bisericească scade. În 1549, arenda este încredințată unui mercenar german, Christoph von Rockendorf, care face din ele cuiburi de pirați și pune în pericol nu numai navigația comercială, dar și siguranța porturilor din regiune.
În 1579, regele Henric III al Franței pune capăt acestei situații, îi gonește pe pirați și instalează garnizoane, numindu-l guvernator, în 1581, pe comandantul Alphonse d'Ornano. În 1637, acesta îi transmite comandamentul fiului său François d'Ornano. La moartea acestuia, văduva sa vinde insulele marchizului François Molé (1625-1712), mare logofăt al regelui Franței Ludovic al XIV-lea. În 1707, în timpul războiului de succesiune a Spaniei, armata italiană a ducelui Vittorio-Amadeo II de Savoia ocupă insulele. În 1737, arhipelagul este cumpărat de la stat de familia Lenoncourt, care este expropriată la Revoluția franceză. Puțin după aceasta, familia Marquant din Hyères cumpără de la stat insulele, în valoare de 34 800 de franci-aur. În 1793, arhipelagul este ocupat de Englezi, dar anul următor Napoleon îl recucerește și ridică fortificațiile ce se văd până azi. Acestea au fost ridicate de prizonieri, dintre care mulți au murit pe insule, care rămân în continuare posturi de veghe și de pază a coastei franceze, fără populație permanentă, până la începutul secolului XIX. Prima populație permanentă apare în jurul anului 1815 în insulele Porquerolles (sat de pescari, de stufari și de cultivatori de măsline) și Levant (carceră, reputată foarte crudă, pentru copii orfani sau delincvenți, cu mare mortalitate). Carcera pentru copii din Levant a fost instaurată în 1860, de către contele Henri de Pourtalès (1815-1876) cu autorizația lui Napoleon III. Copiii erau în majoritate orfani și cerșetori. Carcera a fost numită "Colonia agricolă Sainte-Anne" și a funcționat timp de 17 ans (1861-1878). 10 % dintre copiii deținuți au murit pe insulă. Bătăile, setea, foamea au ajuns să fie cunoscute de opinia publică și carcera a fost închisă. O placă memorială amintește de acest puțin măgulitor episod din istoria arhipelagului.
În 1856 ducele de Vicenza-Caulaincourt cumpără la rândul său de la stat, pe suma de 80 000 de franci-aur, insula Porquerolles, în timp ce insulele Port-Cros și Levant sunt și ele vândute succesiv mai multor cumpărători, care nu reușesc nici să le exploateze, nici să le vândă, ele revenind statului, care le revinde din nou, Astfel, legenda arhipelagului spune că nu de la sclipirea șisturilor, ci de la aceste vânzări succesive, foarte profitabile pentru stat, i se trage denumirea. În 1881 și în 1905, Porquerolles își schimbă și ea proprietarii. Fiind singura insulă populată, o centrală termoelectrică și cisterne de apă sunt construite. În 1912 Porquerolles este cumpărată cu un milion de franci de către filantropul belgian François-Joseph Fournier, un marinar sărac care devenise milionar exploatând o mină de aur în Mexic. Acesta trăi în insulă până la moartea sa, în 1935, organizând sătenii într-un fel de cooperativă în care fiecare, femeie sau bărbat, își avea cuvântul se spus. Sistemul a funcționat bine, insula exportând citrice, măsline și vin, dar după moartea lui Fournier oamenii s-au dezbinat, organizarea a periclitat, apoi veni războiul. În luna august 1944, forțele americane eliberează arhipelagul, ocupat de armata italiană din noiembrie 1942 până în octombrie 1943, apoi de cea germană din octombrie 1943. Statul răscumpără treptat teritoriul insulei Porquerolles, până în proporția de 80%.
După 1955, turismul se dezvoltă în Provența, și insulele până atunci izolate, devin un obiectiv căutat de excursioniști, aduși din ce în ce mai numeroși de societățile de vaporete. Apar degradări și gunoaie, se pune problema apei, și de aceea au fost luate măsuri care ocrotesc astăzi arhipelagul. În 1963 sunt înființate, la Porquerolles, Conservatorul Botanic Național (în fostul domeniu și grădină botanică Fournier) și, la Port-Cros, Rezervația naturală integrală (Parc Național) care astăzi cuprinde de asemenea insulele Bagaud și, din 1971, Porquerolles. În 1985 statul i-a transferat Rezervației, în deplină proprietate, 80% din suprafața insulei Porquerolles și 100% din cea a insulelor Bagaud și Port-Cros. În 2013 Rezervația dispune pe deasupra, prin convenție cu comunele de pe litoralul din fața arhipelagului, de o "zonă de concertare și de gestiune integrată" de-a lungul coastei provensale, între localitățile Le Pradet și Rayol-Canadel.
Din 1995, o comunitate mănăstirească ortodoxă s-a stabilit la Porquerolles, în fortăreața Repentance („a pocăinței"): mânăstirea „Fecioara Maria din Pustiu” sub oblăduirea Bisericii ortodoxe române; din 2016, este condusă de un preot depinzând de parohia ortodoxă „Sfântul Ioan Casian” din Aix-en-Provence, părintele Vasile.

## Arheologie terestră și submarină
Prezența unei populații stabile în perioada romană este atestată în insula Porquerolles printr-o lespede cu basoreliefuri din secolul I și prin pavimentele unor încăperi cu mozaicuri, iar în insula Port-Cros prin câteva morminte, o canalizare și monezi, dintre care una de aur.
Sub suprafața mării zac pe fund zeci de epave din diferite epoci, de la cea mai timpurie antichitate până la al doilea război mondial. Unele dintre le sunt obiective de preț pentru cluburile de scafandri din regiune. Golfurile Giens și Hyères numără nu mai puțin de 40 de epave antice, 30 medievale și 15 moderne. Sunt și câteva avioane, cel mai recent fiind un avion militar de vânătoare Mustang din al doilea război mondial.

## Heliopolis
Insula Levant este cea mai orientală dintre insulele de Aur: are particularitatea de a fi împărțită între militari (80% din insulă) și « naturiști » (20%). Aceștia, organizați în societăți, au creat aici în 1931 satul Heliopolis ("orașul soarelui") și vin din toate părțile lumii. După partizanii săi, « naturismul » nu trebuie confundat cu simplul nudism, ci este un fel de a trăi, de a se hrăni, de a fi apropiat de natură, de a înota, care cuprinde toate aspectele vieții. Naturiștii nu trăiesc integral goi, cel puțin în localitate, ci poartă în general « perdeluțe » în jurul taliei sau stringuri. Precursorul lor în Provența a fost elvețianul Jacques Grob, instalat aici în 1922, care l-a influențat adânc pe Philippe Tailliez, « tatăl scafandrilor » care, la rândul său, a fost din 1936 până în 1952 mentorul scafandrului și exploratorului Jacques-Yves Cousteau.